# Эсковал, Жуан
Жуан Родригу Перейра Эсковал (порт. João Rodrigo Pereira Escoval; род. 8 мая 1997, Лиссабон, Португалия) — португальский футболист, защитник клуба «Акрон».

## Биография
Родился 8 мая 1997 года в городе Лиссабон. Воспитанник юношеской команды «Бенфики», с 2016 года стал выступать за резервную команду «Бенфика Б», в которой провёл сезон 2016/17, приняв участие в 16 матчах второго дивизиона Португалии.
18 августа 2017 года Ешковал и его товарищ по команде Филипе Феррейра перешли в клуб «Истра 1961» из хорватской Первой футбольной лиги в рамках сделки по переходу Мато Милоша в обратном направлении. Португалец подписал четырёхлетний контракт, однако играл за команду из Пулы лишь полгода и уже 10 января 2018 года перешёл в другую местную команду «Риека», заключив соглашение на полтора года. В новой команде быстро стал основным игроком и помог команде дважды подряд в 2019 и 2020 годах выиграть Кубок Хорватии. По состоянию на 16 сентября 2020 года отыграл за команду из Риеки 61 матч в национальном чемпионате.
Выступал за кипрский «Антортосис», греческий «Волос», португальскую «Визелу».
29 июня 2024 года стал игроком тольяттинского «Акрона».
20 июля 2024 года дебютировал в РПЛ в выездном матче первого тура против московского «Локомотива» (3:2).